# کوسه صیقلی استرالیا
کوسه صیقلی استرالیا (نام علمی: Mustelus antarcticus) نام یک گونه از سرده کوسه صیقلی است.